# Erzbistum Florencia

Wappen des Erzbistums Florencia

Das Erzbistum Florencia (lateinisch Archidioecesis Florentiae, spanisch Archidiócesis de Florencia) ist eine in Kolumbien gelegene römisch-katholische Diözese mit Sitz in Florencia.

## Geschichte
Das Bistum Florencia wurde am 8. Februar 1951 durch Papst Pius XII. aus Gebietsabtretungen des Apostolischen Vikariates Caquetá als Apostolisches Vikariat Florencia errichtet. Das Apostolische Vikariat Florencia gab am 9. Dezember 1985 Teile seines Territoriums zur Gründung des Apostolischen Vikariates San Vicente-Puerto Leguízamo ab. Am 30. November 1996 wurde das Apostolische Vikariat Florencia durch Papst Johannes Paul II. mit der Päpstlichen Bulle Quo expeditius zum Bistum erhoben und dem Erzbistum Ibagué als Suffraganbistum unterstellt.
Papst Franziskus erhob das Bistum Florencia am 13. Juli 2019 zum Erzbistum und unterstellte ihm die Bistümer Mocoa-Sibundoy und San Vicente del Caguán als Suffragandiözesen. Zum ersten Erzbischof wurde zeitgleich der bisherige Bischof Omar de Jesús Mejía Giraldo ernannt.

## Ordinarien

### Apostolische Vikare von Florencia
- Antonio Torasso IMC, 1952–1960
- Angelo Cuniberti IMC, 1961–1978
- José Luis Serna Alzate IMC, 1978–1985

### Bischöfe von Florencia
- José Luis Serna Alzate IMC, 1985–1989, dann Bischof von Líbano-Honda
- Fabián Marulanda López, 1989–2002
- Jorge Alberto Ossa Soto, 2003–2011
- Omar de Jesús Mejía Giraldo, 2013–2019

### Erzbischof von Florencia
- Omar de Jesús Mejía Giraldo, seit 2019